# Левин, Уолтер
Уолтер Хендрик Густав Левин (англ. Walter Hendrik Gustav Lewin; род. 29 января 1936, Гаага) — голландский астрофизик и бывший профессор Массачусетского технологического института. Уолтер Левин получил докторскую степень в ядерной физике в 1965 году в Делфтском техническом университете и с 1966 по 2009 гг. работал на физическом факультете MIT.
Основной вклад Левина в астрофизику заключается в открытии первой медленновращающейся нейтронной звезды, выполненном с помощью высотного воздушного шара, исследования в обнаружении рентгеновских лучей с помощью спутников и обсерваторий по всему миру. Уолтер Левин также получил многочисленные награды за выдающийся труд в сфере образования и известен по своим лекциям физики и множеству онлайн-курсов на YouTube, edX и MIT OpenCourseWare. Эти лекции просматриваются около двух миллионов раз ежегодно.

## Биография
Уолтер родился в 1936 году в семье Уолтера Саймон Левина (Walter Simon Lewin) и Пьетернеллы Иоанны ван дер Тан (Pieternella Johanna van der Tang) в городе Гааге, Нидерланды. Его детство проходило во времена Второй Мировой войны, когда город был оккупирован войсками нацистской Германии. Его дедушка Густав Левин (Gustav Lewin) и бабушка Эмма Левин (Emma Lewin) как евреи были сосланы в Освенцим, где либо были убиты, либо умерли от тифа или от голода в 1942 году. Отец Уолтера пережил войну, но в один день без какого-либо предупреждения ушёл из семьи, поэтому матери Уолтера пришлось в одиночку воспитывать детей и управлять небольшой школой, ранее основанной вместе с мужем. 
В 1960—1965 годах Левин преподавал физику в Ливанском лицее в Роттердаме. В тот же период он проводил исследования в области низкоэнергетической ядерной физики в Делфтском техническом университете, где получил докторскую степень по физике в 1965 году.

## Научная карьера
Уолтер Левин начал свою работу в постдокторате Массачусетского технологического института в январе 1966 года. Позже в этом году ему была присвоена должность ассистент-профессора. В 1968 году — адъюнкт-профессора физики и до полного профессора в 1974 году.
В MIT Левин присоединился к группе учёных, занимающихся рентгеновской астрономией, и участвовал в проведении исследований с помощью высотных шаров совместно с Джорджем В. Кларком. В этих исследованиях были открыты пять новых источников рентгеновского излучения, спектр которых заметно отличался от спектра источников, открытым с помощью ракетных наблюдений. Открытые источники излучения также разнились между собой. Среди них был объект GX 1+4, чьё излучение характеризовалось периодичностью в 2,4 минуты. Это было открытие первой медленно вращающейся нейтронной звезды.
В октябре 1967 при наблюдении объекта Скорпион X-1 была обнаружена вспышка рентгеновского излучения. В течение десяти минут поток возрос в четыре раза, после чего снова пошёл на спад. Это было первое в истории наблюдение изменчивости рентгеновского излучения. Ракеты, используемые другими исследователями, не могли засечь таких быстрых перемен в потоке, так как их полёт длился около нескольких минут, в то время как шары могли держаться в воздухе в течение многих часов.
Левин принимал участие в исследованиях с помощью малого астрономического спутника SAS-3. Он руководил наблюдениями вспышек рентгеновского излучения и открыл несколько их источников, среди них MXB1730-335, также известный как Rapid Burster, способный произвести несколько тысяч вспышек в день. Его группа также классифицировала эти вспышки по двум типам: термоядерные вспышки и турбулентность аккреционного потока.
Левин был руководителем проекта в Орбитальной обсерватории HEAO-1, создавшей первый звездный каталог высокоэнергетических рентгеновских источников. Вместе с Петерсеном и Яном ван Парадисом он провёл интенсивное изучение оптических вспышек, ассоциируемых с обнаруженными спутником SAS-3 и японской орбитальной обсерваторией Ginga. Они объединили эти наблюдения, показав, что по времени оптические вспышки следуют на пару секунд позже рентгеновских.
В поиске миллисекундных рентгеновских пульсаций микроквазаров, в 1984—1985 годах Левин работал в проекте Европейской орбитальной обсерватории ROSAT вместе с коллегами из Амстердама и Гархинга. Результатом стало неожиданное открытие интенсивно-зависимых квази-периодичных колебаний в рентгеновском потоке GX 5-1. С 1989 по 1992 год, используя японскую обсерваторию Ginga, Левин с коллегами изучал отношение между состоянием рентгеновского спектра и силой радиоизлучения нескольких ярких микроквазаров.
Левин принимал активное участие в наблюдениях близких галактик М31 и М81 при помощи обсерватории ROSAT. Левин и его аспирант Юджин Магньер провели глубокие оптические ПЗС наблюдения галактики М31 в четырёх цветах; они опубликовали каталог из 500 тыс. объектов. Вместе с аспирантом Дэвидом Пули провёл успешные наблюдения рентгеновских лучей за шесть дней видимости сверхновой SN 1993J в М31.
8 декабря 2014 года руководство MIT объявило, что Уолтер Левин был замешан в сетевом сексуальном домогательстве одной из онлайн-студенток MITx. Как следствие, Уолтер был лишён статуса эмерита и его лекции были на неопределённый срок убраны с учебных площадок. Однако лекции, выпущенные под лицензией Creative Commons, остались доступными на других веб-сайтах.